# Kwon Yeong-se
En aquest nom coreà, el cognom és Kwon.
Kwon Yeong-se   (Seül, 24 de febrer de 1959) és un polític i diplomàtic sud-coreà. D'ençà el 2020, és diputat de l'Assemblea Nacional per segon cop, després que entre el 2002 i 2012 fos elegit. Membre del Partit del Poder Popular, se li sol descriure com un conservador moderat dins del seu partit.

## Primers anys
Kwon Yeong-es va néixer el 24 de febrer de 1959 en una família de classe treballadora de Seül. Es va graduar en la Facultat de Dret de la Universitat Nacional de Seül i va aprovar l'examen d'advocat en 1983. Més tard va obtenir un màster a l'Escola de Govern John F. Kennedy.

## Carrera política
Abans de dedicar-se a la política, Kwon va treballar com a fiscal. Va entrar en política quan va ser designat candidat del llavors Gran Partit Nacional (actualment Partit Llibertat de Corea) per Yeongdeungpo-gu en les eleccions parcials de Corea del Sud de 2002, després de la dimissió de l'ex diputat Kim Min-seok, per a presentar-se a les eleccions a l'alcaldia de Seül. Kwon en va ser elegit amb el 54,9% dels vots. Va tornar a ser reelegit en la seva circumscripció en les eleccions de 2004 i en les de 2008, però no va ser reelegit en les de 2012.
Encara que no fos diputat de l'Assemblea Nacional, va secundar activament la campanya de Park Geun-hye en les eleccions presidencials sud-coreanes de 2012. Després, va ser nomenat per la presidenta Park Geun-hye per a exercir com a ambaixador de Corea del Sud a la República Popular de la Xina a principis de 2013. Va tornar a Corea del Sud el març de 2015 i li va succeir Kim Jang-soo.
Al seu retorn a Corea del Sud, es va presentar de nou com a candidat pel mateix partit i circumscripció electoral en les eleccions legislatives sud-coreanes de 2016, encara que va ser derrotat pel candidat Shin Kyoung-min.
En les eleccions legislatives sud-coreanes de 2020, Kwon va derrotar per poc marge al candidat demòcrata Kang Tae-woong en la circumscripció de Yongsan, tornant a l'Assemblea Nacional com a diputat després de vuit anys.